# Ben Schadow

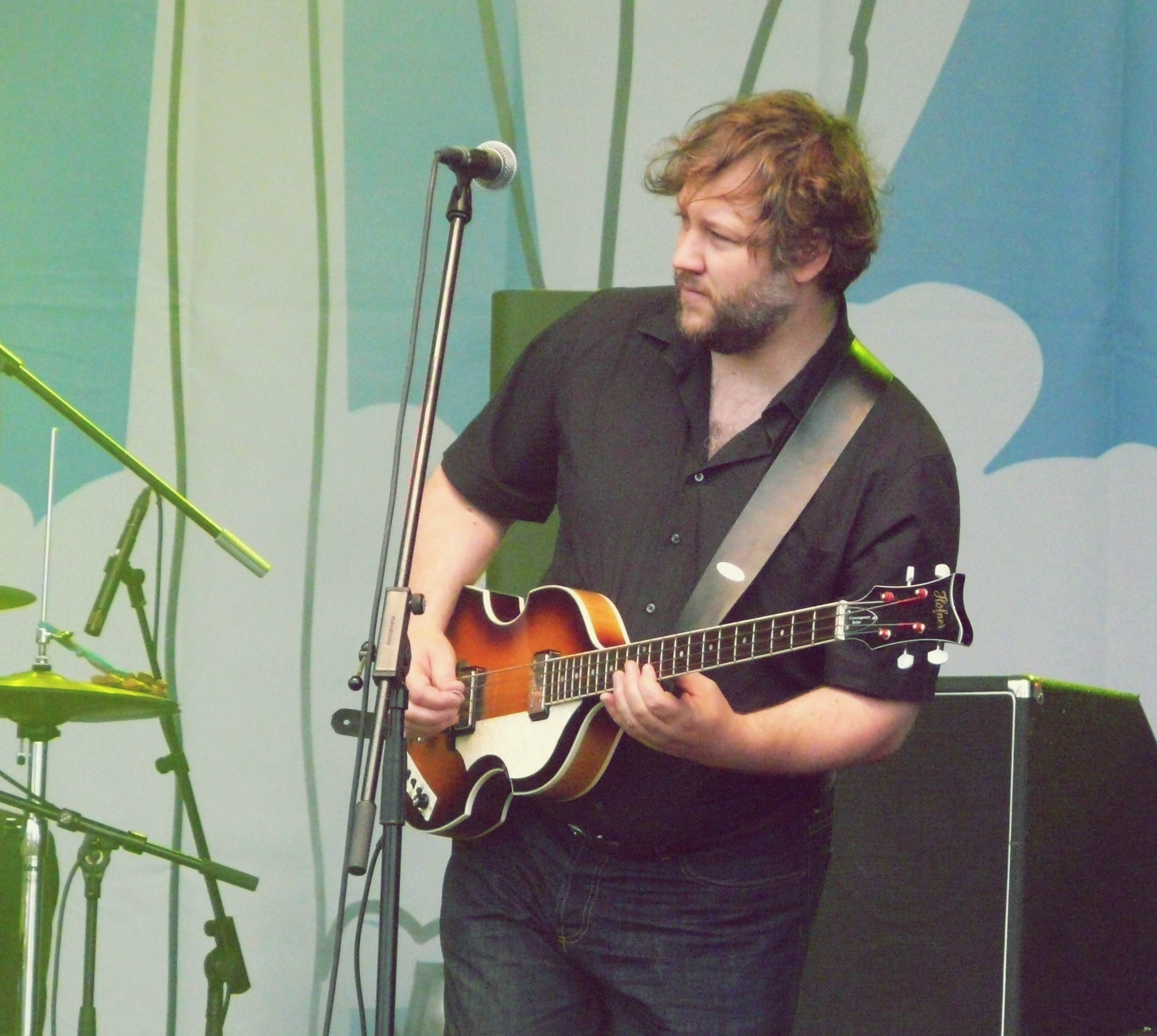
Ben Schadow als Bassist von Dirk Darmstaedter's Me and Cassity auf dem BootBooHook-Festival 2012 in Hannover

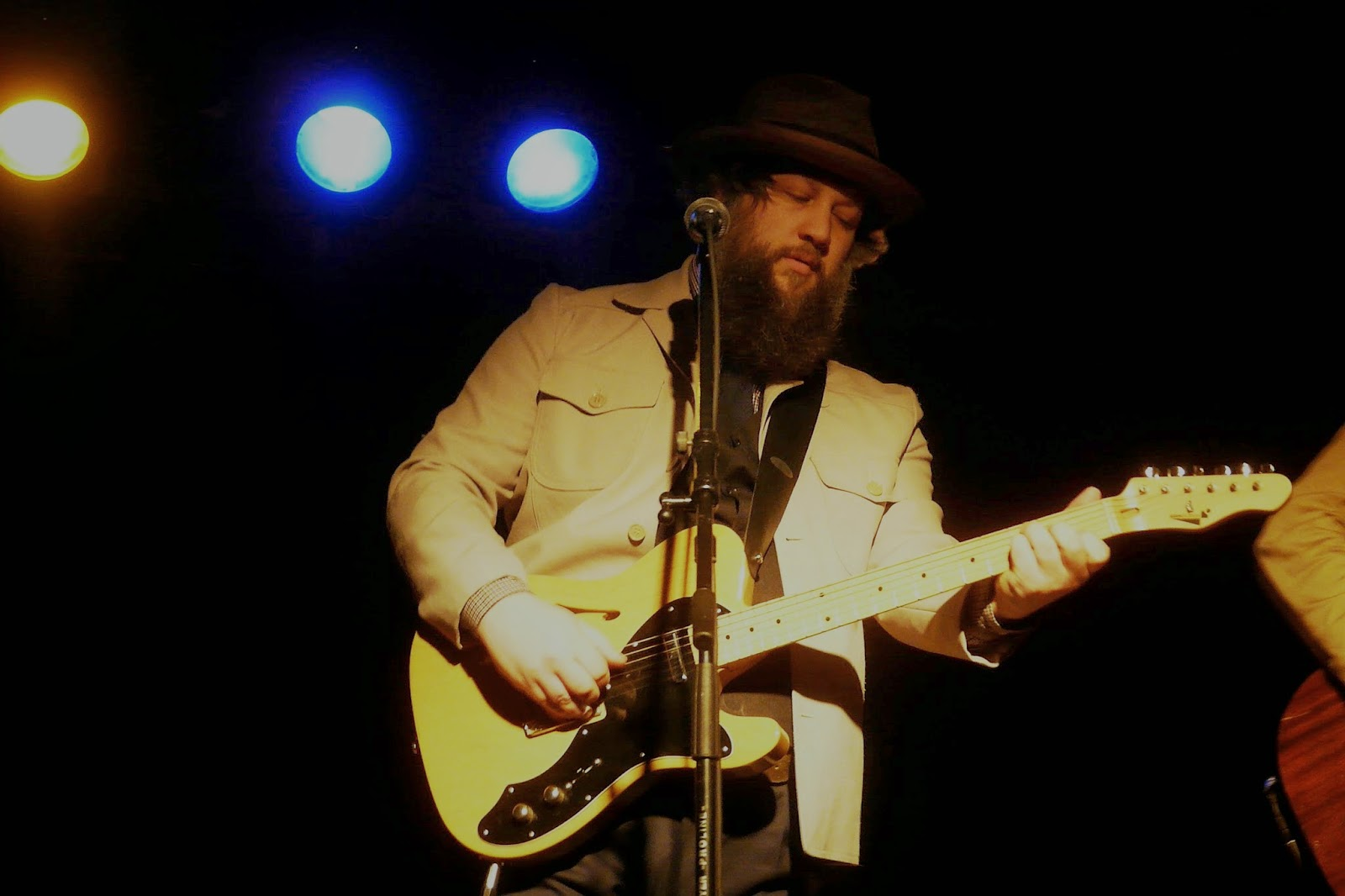
Ben Schadow auf der Bühne des MuK in Gießen 2014

Benjamin „Ben“ Schadow (* 20. Juli 1976 in Lingen (Ems)) ist ein deutscher Musiker, Songwriter und Musikproduzent aus Hamburg. Er ist durch seine Zusammenarbeit mit Bands und Künstlern wie Bernd Begemann & Die Befreiung, Kettcar u. a. sowie als Solokünstler bekannt.

## Leben
Aufgewachsen in Glückstadt lernte Schadow schon früh Cello, Gitarre und Bass. Erste Erfolge feierte er mit seiner Band dernameistsolangdenkannsichehkeinschweinmerken, mit der er unter anderem im Jahr 1997 das Finale des John Lennon Talent Awards erreichte, das Motorsheep (mit Birgit Fischer) gewann. Im selben Jahr gründete er die Indie-pop/Mod-Band Les Garçons, mit der er zwei Alben und neben verschiedenen Sampler-Beiträgen, einige Singles veröffentlichte.
1999 war er Stipendiat der Celler Schule.
Außerdem wurde Schadow etwa von 1998 bis 2001 als Bassist bei The Convent eingesetzt und war 2003 zusammen mit deren Sänger Carlo van Putten an dem Projekt: The Electric Family von Tom „The Perc“ Redecker beteiligt. Auf der Platte „Ice Cream Phoenix“ wirkten neben ihnen weitere bekannte Musiker mit.
Bernd Begemann wurde bei einem Konzert der Les Garçons auf ihn aufmerksam und nach deren Auflösung im Jahr 2003 wurde Schadow als Bassist Gründungsmitglied der neuen Formation Bernd Begemann und die Befreiung. Zudem produzierte er die beiden jüngsten Alben der Band. Gemeinsam mit Begemann und dem Filmemacher Kay Otto betreibt er den Filmpodcast Flimmerfreunde.
Am 1. Oktober 2010 nahm er als Bandmitglied von Begemann und Dirk Darmstaedter mit dem Freddy-Quinn-Klassiker So geht das jede Nacht am Bundesvision Song Contest 2010 in Berlin für Niedersachsen teil. Sie belegten dort allerdings nur den letzten Platz. Für den Kinofilm Schenk mir dein Herz (unter anderem mit Paul Kuhn, Peter Lohmeyer und Mina Tander) komponierte er im Jahr 2010 Teile der Filmmusik. Mit Carsten Meyer schrieb er die Musik für das Stück Quijote. Trip zwischen Welten, das am Hamburger Thalia Theater aufgeführt wurde und wirkte auch als Schauspieler mit.
Im Jahr 2012 erschien sein erstes Soloalbum unter dem Titel Liebe zur Zeit der Automaten auf dem Osnabrücker Indie-Label Timezone. Zumeist gibt er Konzerte mit der Ben Schadow Band, die aus wechselnden Mitgliedern, wie zum Beispiel Klee-Bassist Stefan Götzer (Pele Caster), David Rieken (u. a. Liveband von Spaceman Spiff) oder Tobias Noormann von Mikroboy besteht.
Neben seiner dauernden Tätigkeit als Bassist und Produzent von Bernd Begemann spielt Schadow in der Hamburger Soul-Rock-Band Rhonda Gitarre und stellte 2014 sein zweites Solo-Album Dr.Eskapismus vor, an dem unter anderem auch Ekki Maas von der Kölner Band Erdmöbel mitwirkte.

## Diskografie

### Alben
- Red Light Melancholy (2001) The Convent, (als Ben)
- Von uns zu dir (2001) Les Garçons
- Dabei auf den billigen Plätzen (2003) Les Garçons
- Unsere Liebe ist ein Aufstand (2004) Bernd Begemann & Die Befreiung
- Von Spatzen und Tauben, Dächern und Händen (2005) Kettcar
- Keine Lieder über Liebe (2005) Hansen Band
- Das beige Album (2005) Olli Schulz & Der Hund Marie
- Ich werde sie finden (2006) Bernd Begemann
- Beste Welt (2007) Finkenauer
- Glanz (2008) Bernd Begemann & Die Befreiung
- Ich erkläre diese Krise für beendet (2009) Bernd Begemann & Die Befreiung
- So geht das jede Nacht (2010) Bernd Begemann & Dirk Darmstaedter
- Wilde Brombeeren (2011) Bernd Begemann und Die Befreiung
- Wasimmer (2011) Pele Caster
- Not Now (2012) Clara Bow
- Appearances (2012) Me and Cassity
- Oh (2012) Pretty Mery K
- Liebe zur Zeit der Automaten (2012) Ben Schadow
- Deine goldenen Zeiten (2013) Achim Erz
- Raw Love (2014) Rhonda
- Before We Leave (26. September 2014) Dirk Darmstaedter
- Dr. Eskapismus (14. November 2014) Ben Schadow
- Eine kurze Liste mit Forderungen (18. Dezember 2015) Bernd Begemann & Die Befreiung
- Beautiful Criminals (4. April 2016) Dirk Darmstaedter

### Singles
- Parklied (2000) Les Garçons
- Freundin auf Latein (2002) Les Garçons
- Ich habe nichts erreicht außer dir (2004) Bernd Begemann & Die Befreiung
- Die neuen Mädchen sind da (2009), nur digital, Bernd Begemann & Die Befreiung
- So geht das jede Nacht (2010), nur digital, Bernd Begemann & Dirk Darmstaedter
- Ich fall immer auf die selben Dinge rein (2012), nur digital, Ben Schadow

### DVDs
- Die Welt wird uns hören (2005) Bernd Begemann & die Befreiung

### Samplerbeiträge
- 2003: The Electric Family: Ice Cream Phoenix (Sireena Records); Musikprojekt von Tom „The Perc“ Redecker.
- 2003: Gerade verliebt auf Immergutrocken-Sampler (Grand Hotel van Cleef) (mit Les Garçons)
- 2004: Gerade verliebt auf Müssen Alle mit 2 (Tapete Records) (mit Les Garçons)
- 2011: Ich bin ein Snob / Ich bin nicht so wie jeder Andere auch auf Oh, dieser Sound – Stars spielen Superpunk dem Tribut-Album für die Band Superpunk (mit Bernd Begemann & Die Befreiung)